# Příluky (Lešná)
Příluky (deutsch Prziluk, 1939–1945 Wiesenried) ist ein Ortsteil der Gemeinde Lešná in Tschechien. Er liegt fünf Kilometer nördlich von Valašské Meziříčí und gehört zum Okres Vsetín.

## Geographie
Příluky befindet sich am westlichen Fuße der Mährisch-Schlesischen Beskiden. Das Dorf liegt rechtsseitig des Bečvatales. Östlich von Příluky fließt der Bach Jasenický potok. Nördlich erhebt sich die Slaná voda (414 m), im Nordosten der Na Kamenném (502 m), östlich der Na Brdech (422 m) und die Obilná (411 m), im Süden die Strážka (424 m) sowie südwestlich die Choryňská stráž (375 m). Nordwestlich des Dorfes liegen die Teiche Velký choryňský rybník und Malý choryňský rybník. Südlich von Příluky verläuft die Europastraße 442/Staatsstraße I/35 zwischen Hranice und Valašské Meziříčí, dahinter die Eisenbahn zwischen Hranice und Vsetín. Die nächste Bahnstation ist Lhotka nad Bečvou. Gegen Süden befindet sich das Industriegebiet von Valašské Meziříčí.
Nachbarorte sind Vysoká im Norden, Jasenice und Lipůvka im Nordosten, Čupka und Mštěnovice im Osten, Bynina und Potůčky im Südosten, Krásno nad Bečvou, Vrbí, Juřinka und Za Vodou im Süden, Lhotka nad Bečvou im Südwesten, Lešenský Mlýn im Westen sowie Lešná im Nordwesten.

## Geschichte
Die erste schriftliche Erwähnung von Przieluk erfolgte 1358. Die Feste entstand wahrscheinlich in der Mitte des 14. Jahrhunderts. Im Jahre 1437 wurde der Ort als Prziluk und 1506 als Przilucz bezeichnet. Aus dem Jahre 1676 ist der Ortsname Pržiluka und 1718 Pržiluk überliefert. Seit 1846 findet die Bezeichnung Přiluky Verwendung.
Nach der Aufhebung der Patrimonialherrschaften bildete Přiluky/Prziluk ab 1850 eine Gemeinde in der Bezirkshauptmannschaft Valašské Meziříčí. Nach der Aufhebung des Okres Valašské Meziříčí wurde Jasenice 1960 dem Okres Vsetín zugeordnet. 1976 erfolgte die Eingemeindung nach Lešná. 1991 wurden in Příluky 104 Einwohner gezählt. Beim Zensus von 2001 lebten in den 45 Wohnhäusern des Dorfes 130 Personen.

## Sehenswürdigkeiten
- Reste der Feste Kotula mit erhaltenen Kalköfen
- Kapelle des hl. Johann von Nepomuk, errichtet 1869
- Steinernes Kreuz vor der Kapelle, geschaffen 1869